# غمار إيبيري
غمار إيبيري (الاسم العلمي: Gammarus ibericus) هو نوع من المفصليات يتبع جنس الغمار من الفصيلة الغمارية. سمي هذا النوع نسبةً إلى شبه جزيرة إيبيريا.